# Chudania guizhouana
Chudania guizhouana är en insektsart som beskrevs av Li och Chen 1999. Chudania guizhouana ingår i släktet Chudania och familjen dvärgstritar. Inga underarter finns listade i Catalogue of Life.